# Arthur Guedel
Arthur E. Guedel était un médecin anesthésiste américain, né le 13 juin 1883 à Cambridge City (Indiana, États-Unis), mort le 10 juin 1956 à Los Angeles.
Il est l'inventeur de la canule qui porte son nom (voir l'article Canule de Guedel).

## Biographie
Bien que sa famille n'ait pas pu lui financer ses études, il réussit l'examen d'entrée au Medical College of Indiana en 1903, dont il sort diplômé en 1908. Il épouse Florence Dorothy, avec qui il aura deux filles. Il fait son internat à l'hôpital d'Indianapolis où il pratique l'anesthésie (à l'époque avec de l'éther et du chloroforme), puis s'installe en médecine générale libérale.
Durant la Première Guerre mondiale, il fait partie des forces expéditionnaires américaines en France, où il pratique et enseigne l'anesthésie.
Après la guerre, il reprend son cabinet, puis en 1928, il devient professeur clinique d'anesthésiologie à Los Angeles, University of Southern California. Il publie son livre Inhalation Anesthesia en 1937.
Il prend sa retraite en 1940 pour raisons de santé, et se voit décerner la médaille Hickman de la Royal Society of Medicine à Londres en 1941 pour ses travaux sur l'anesthésiologie.